# Federigo Fregoso
Federigo o Federico Fregoso o Campofregoso (Génova, c. 1480 - Gubbio, 22 de julio de 1541), fue un noble italiano, general y prelado (cardenal).

## Biografía
Nacido en la República de Génova alrededor de 1480 en el seno de la familia de los Fregosi, una de las cuatro grandes familias de burgueses que desde finales del siglo XIV ocuparon la jefatura de la república, Federigo era hijo de Agostino Fregoso, gobernador de Génova en 1488 para Ludovico il Moro, y de Gentile, hija natural del duque de Urbino Federico de Montefeltro y sobrina de Guidobaldo.  Su hermano, Ottaviano Fregoso, fue dogo de Génova.
Fregoso pasó su juventud en la corte de su tío, el duque de Urbino. En la corte de Urbino, Federigo había recibido una buena educación clásica y se había tratado con humanistas como Pietro Bembo y Baldassarre Castiglione. Todos los días se retiraba de sus ocupaciones para dedicar varias horas al estudio de los antiguos.  Sin embargo, las circunstancias debían convertirlo en un hombre de acción.
Después de tomar las órdenes sagradas, en 1507 fue nombrado por Julio II arzobispo de la diócesis de Salerno, vacante por la muerte de Juan Vera.  Como Fernando el Católico, rey de Aragón y Nápoles, se negó a reconocerlo por la simpatía de Frederigo por los franceses, el papa le concedió la sede de Gubbio en 1508 tras el fallecimiento del obispo Antonio Ferrero.
En 1510, después de la victoria de los Adorni, Federigo se exilió de Génova y se vio obligado a buscar refugio en Roma. Tres años más tarde, los Fregosi regresaron a Génova, Ottaviano fue elegido Dogo y Federigo, que era su principal consejero, fue puesto al frente del ejército para defender la república contra los peligros internos (revueltas de los Adorni y los Fieschi) y los peligros externos (represión de la piratería en Berbería). El corsario  tunecino Kurtoğlu Muslihiddin Reis bloqueó la costa con su escuadra y en pocos días había capturado a dieciocho mercantes. Cuando recibió el mando de la flota genovesa, en el que servía Andrea Doria, Federigo sorprendió al corsario frente a Bizerta, desembarcó en la isla de Djerba y regresó a Génova con un gran botín. 
Los Fregosi habían reconocido a Francisco I, rey de Francia, como Señor de Génova. En 1522, Carlos V enemigo del francés, sitió la ciudad. Federigo dirigió la defensa y resultó herido. Los españoles tomaron Génova al asalto y Federigo hubo de huir en un barco francés. El rey Francisco I de Francia le dio una cálida acogida y le concedió la abadía de San Benigno, en Dijon. Aquí se dedicó al estudio del griego y el hebreo, pero chocó con los monjes, que aguantaban sus trato severos, y terminó regresando a Italia.
En 1529 renunció a la sede de Salerno y fue nombrado obispo titular de Gubbio.  En el consistorio de 1539, Paulo III lo creó cardenal presbítero, con el título de San Juan y San Pablo.  Murió en Gubbio en 1541, llorado por la gente de su diócesis, que lo había llamado "el padre de los pobres". Escribió varias obras edificantes, y algunas de sus cartas están en las colecciones de Bembo y Baldassare Castiglione.